# マトリョーシカ・ブレイン
マトリョーシカ・ブレインまたはマトリョーシカ脳（英: matryoshka brain）は、ロバート・J・ブラッドベリー（1956年 – 2011年）によって考案された、ダイソン球によって構成される巨大な計算能力を持つ仮想のメガストラクチャーである。これはクラスBの恒星エンジンの例で、恒星のエネルギーの出力全体を使用してコンピュータシステムを駆動する。このアイデアは、入れ子になったロシアのマトリョーシカ人形に由来している。この概念は、考案者であるロバート・J・ブラッドベリーによってアンソロジー「Year Million：Science in the Far Edge of Knowledge」で展開された 。

## 概念

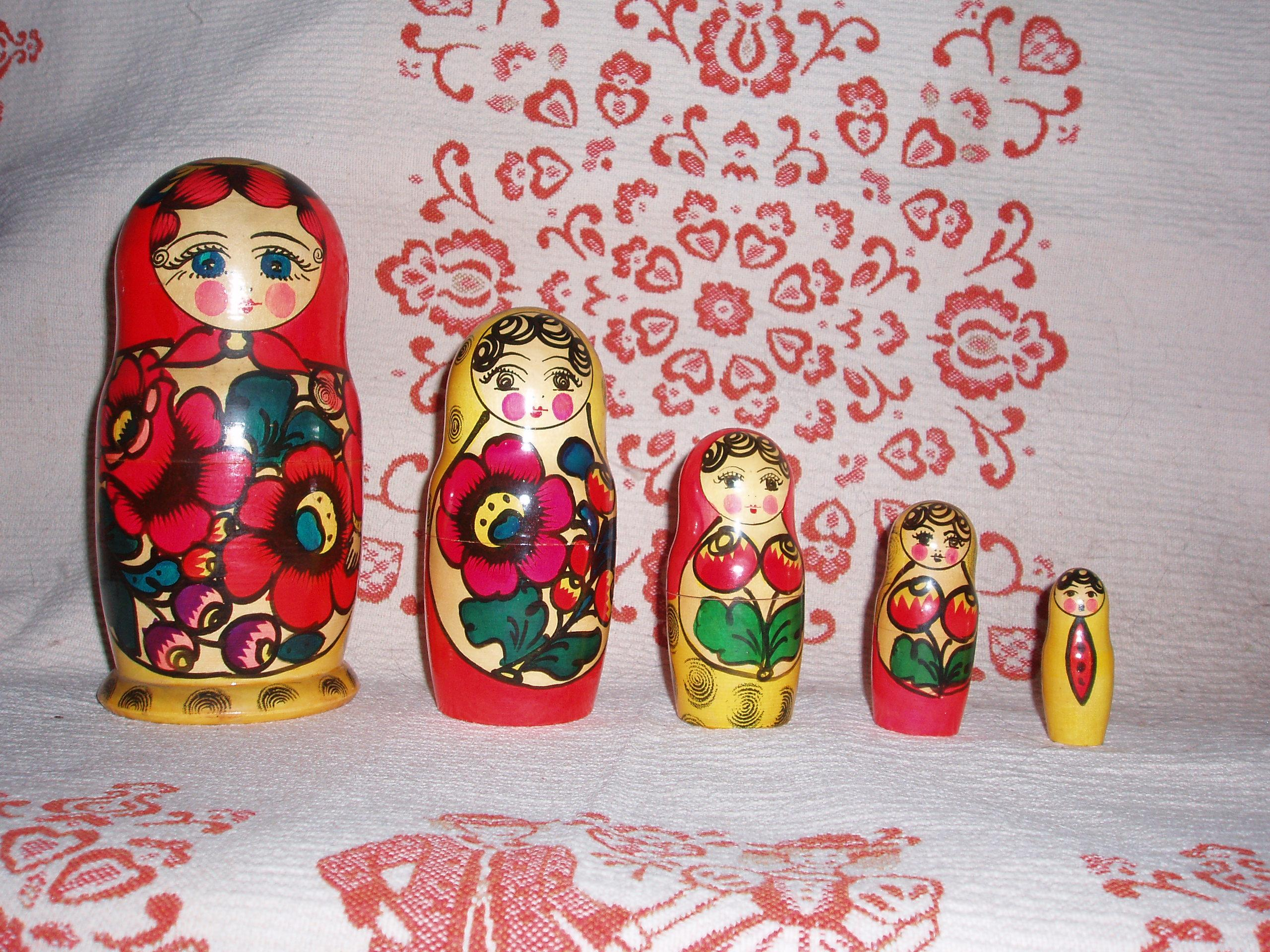
マトリョーシカ人形

マトリョーシカ・ブレインの概念は、ダイソン球を使用して巨大な星型コンピューターを動かすというアイデアから生まれた。「マトリョーシカ・ブレイン」という用語は、木製のロシアの入れ子人形であるマトリョーシカ人形に由来している。マトリョーシカ・ブレインは、マトリョーシカ人形が複数の入れ子人形コンポーネントで構成されているのと同じ方法で、互いに入れ子になったいくつかのダイソン球で構成されている。マトリョーシカ・ブレインの最も内側の層のダイソン球は、中心の恒星から直接エネルギーを引き出し、高温で計算しながら大量の廃熱を放出する。次の層のダイソン球は、この廃熱を吸収し、計算に使用し、再び独自の廃熱を放出する。この熱は次のダイソン球に吸収され消費されるため、各ダイソン球の層は前のダイソン球よりも熱を放出しない。このため、大量に集約されたダイソン球を持つマトリョーシカ・ブレインは、より少ない熱エネルギーを消費するため、より効率的である傾向がある。内側の球殻は恒星自体とほぼ同じ温度で動作し、外側の球殻は星間空間の温度に近くなる。 このような構造に必要なエンジニアリング要件とリソースは膨大なものになる。
用語「マトリョーシカ・ブレイン」は、「ジュピター・ブレイン（木星ブレイン、木星脳）」に代わるものとしてロバート・ブラッドベリによって考案された。「ジュピター・ブレイン」はマトリョーシカ・ブレインと同様の概念であり、より小さな惑星規模で、伝播遅延が最小限の信号になるように最適化された構造を指す。マトリョーシカ・ブレインの設計は、エネルギーソースとなる恒星から抽出される純粋な容量と最大量のエネルギーを得ることを重視しているが、「ジュピター・ブレイン」は計算速度が最適化されている 。

## 可能な用途

マトリョーシカ・ブレインのビジョン

フィクションではそのような膨大な計算リソースの用途がいくつか提案されている。
チャールズ・ストロスの小説『アッチェレランド』で提案されたアイデアの一つに、マトリョーシカ・ブレインが構築する仮想現実空間に人間の心の完璧なシミュレーションをアップロードするというものがある。ストロスは、十分な処理能力を利用する十分に強力な種が、宇宙自体の構造に攻撃を仕掛け、それを操作する可能性があることの示唆まで行った。ダミアン・ブロデリックの『Godplayers 』（2005年）では、マトリョーシカ・ブレインが代替宇宙全体をシミュレートできると推測している。未来学とトランスヒューマニズムの著者アンダース・サンドバーグはInstitute for Ethics and Emerging Technologiesが発行したマトリョーシカ・ブレインなどの大規模なマシンでのコンピューティングの意味について推測するエッセイを書いている。マトリョーシカ・ブレインやその他のメガストラクチャーは、共同SF創作サイトのOrion's Armでは共通のテーマであり、人工知能はワームホールを介して接続された処理ノードとして超知能によって使用されたりなどが存在している。例としてマトリョーシカマイクロノードなどは恒星全体を覆うものではなく、無数の小型のコンピュータによって構成されたものである。恒星全体を覆うわけではないため惑星や衛星と同居することが可能であり、マトリョーシカ・ブレインに比べると建造も容易である。